# مقاطعة ترانسيلفانيا (كارولاينا الشمالية)
مقاطعة ترانسيلفانيا (بالإنجليزية: Transylvania County)‏ هي إحدى مقاطعات ولاية كارولاينا الشمالية في الولايات المتحدة الأمريكية. مركز المقاطعة أو مقعدها هي مدينة بريفارد. تأسست هذه المقاطعة سنة 1861.أصل هذه المقاطعة يأتي من: مقاطعة هينديرسون ومقاطعة جاكسون.